# Jacole Turner
Jacole Turner (n. 13 de mayo de 1994, Lee's Summit, Misuri, Estados Unidos) es un futbolista estadounidense. Juega de guardameta y su equipo actual es el Arizona United de la USL Pro de su país.

## Trayectoria

### Inicios
Turner comenzó su carrera con las divisiones inferiores del Sporting Kansas City en el 2012, para después viajar a probarse con el Dinamo Zagreb y posteriormente con el Atlético Madrid. Este último fichó a Turner el 28 de diciembre de 2012, y pasó el año 2013 con el Atlético Madrid C. No obstante, Turner dejaría el equipo español a finales de ese año.

### Arizona United
Turner fichó con el equipo estadounidenses de la USL Pro Arizona United el 10 de abril de 2014. Hizo su debut como profesional el 4 de julio de 2014, ingresando en el segundo tiempo en un partido de la liga frente a Los Angeles Galaxy II.